# Grátil
En náutica, el grátil es el lado o relinga por el cual se sujeta una vela cuadra o de cuchillo a su verga, entena o nervio, por medio de los envergues o garruchos. (fr. tetière; it. gratillo).
En una verga, es la parte de ella que ocupa el grátil de la vela envergada, es decir, la distancia comprendida entre los dos tojinos en que se hacen las empuñiduras.